# The Groomsmen – Die Chaotenhochzeit
The Groomsmen – Die Chaotenhochzeit ist eine US-amerikanisch-südafrikanische Filmkomödie aus dem Jahr 2001. Regie führte Lawrence Gay, der auch das Drehbuch schrieb.

## Handlung
Dewey, Jay und Phil werden zur Hochzeit ihres Freundes Scott eingeladen und fahren dorthin gemeinsam in Deweys klassischem Cabriolet, einem 1959er Thunderbird. Jays Beziehung ist gerade in die Brüche gegangen, da er seine Freundin mit der Postbotin unter der Dusche erwischte. Dewey wettet mit Jay darüber, ob Jay in der nächsten Zeit Sex (einen One-Night-Stand) haben wird; schafft er es nicht, will Dewey einen Flirt mit Jays Schwester. Im Gegenzug soll Dewey in diesen Tagen auf Sex verzichten. Hält er es nicht durch, wird Jay in diesem Fall sein Auto erhalten.
Die Feierlichkeiten zur Hochzeit finden in einer großen Villa in Santa Barbara statt, denn der Vater der Braut ist ein sehr wohlhabender Geschäftsmann.
Jay stellt nach der Ankunft fest, dass Scotts Verlobte Reese (Therese) ist, mit der ihn früher eine Beziehung verband. Er erfährt, dass Scott sie aus finanziellen Gründen heiraten will. Ihr Vater soll 12 Millionen US-Dollar in ein Internet-Projekt investieren. Jay ist immer noch in Reese verliebt, die Wette zwingt ihn jedoch, um die Brautjungfer Brooke zu werben.
Am Ende lässt Reese die Hochzeit mit Scott platzen und kommt wieder mit Jay zusammen.

## Kritiken
Michael Rechtshaffen schrieb in der Zeitschrift The Hollywood Reporter, der Film sei eine „schlaffe Sexkomödie…“ („A limp sex comedy about men behaving badly“).
Kevin Thomas schrieb in der Los Angeles Times vom 27. Februar 2004, der Film sei eine routinierte, ersetzbare romantische Komödie, die den jungen Darstellern eine Bühne biete, auf der sie zeigen würden, sie seien zu besseren Leistungen fähig. Er sei eher geschmacklos als amüsant.

## Hintergründe
Der Film wurde in Kapstadt (Südafrika), in Los Angeles, in San Francisco und in Santa Barbara (Kalifornien) gedreht. Er wurde in den USA in vier Kinos vorgeführt. In den meisten Ländern, darunter in Deutschland, wurde er direkt auf Video, auf DVD oder im Fernsehen veröffentlicht.